# Stratego
Stratego is een op oorlog gebaseerd bordspel dat sinds de Tweede Wereldoorlog in het Nederlands wordt uitgegeven, sinds 1958 door Jumbo. Voor distributie in de Verenigde Staten verstrekte Jumbo van 1958 tot 2010 een licentie aan MB, en vanaf 2010 aan Spinmaster.

## Spelregels
Aan het begin van het spel staan aan beide zijden van het bord een rood leger en een blauw leger tegenover elkaar, elk bestaand uit 40 stukken in verschillende rangen zoals die ook in het echt bestaan. De bedoeling is dat de vlag van de tegenstander wordt veroverd of dat de tegenstander niet meer kan bewegen. Stukken mogen hoogstens 5 keer heen en weer bewegen; daarna moet de speler een andere zet doen.
De rode partij begint. De meeste stukken mogen per beurt slechts 1 veld horizontaal of verticaal op het bord bewegen. Uitzonderingen hierop zijn de verkenner, die zowel horizontaal als verticaal zo ver mag bewegen als mogelijk, en de vlag en de bommen die helemaal niet mogen bewegen. Stukken kunnen nooit over elkaar heen springen.
De stukken staan zodanig opgesteld dat de speler aan de andere kant van het bord niet kan zien waar welk stuk van de tegenstander staat. Alleen als een stuk een ander stuk aanvalt – door op hetzelfde vak te stappen en het stuk dat daar staat aan te tikken – wordt de rang van beide stukken bekendgemaakt. Over het algemeen geldt dat in dit geval het stuk met de hoogste rang wint, en het andere stuk voor de rest van het spel van het bord wordt gehaald. Als beide stukken dezelfde rang hebben, worden beide verwijderd.
Hierop zijn de volgende uitzonderingen:
- Als de spion, die de laagste in rang is van alle stukken, de maarschalk aantikt, wordt dit laatste stuk verslagen. Valt de maarschalk echter de spion aan, dan verdwijnt de spion van het bord.
- Een bom wordt alleen weggenomen als een mineur van de andere partij dit stuk aantikt.
- De vlag verliest van elke rang van de tegenpartij en het veroveren ervan is tevens het doel van het spel: de speler die als eerste de vlag van de tegenstander aantikt met een stuk van willekeurig welke rang, heeft gewonnen.

### Het bord
Het bord is verdeeld in 10 × 10 velden. Daarbinnen bevinden zich twee meren van 2 × 2 waar de stukken niet kunnen komen.

### De stukken
| Rang       | Aantal per kleur |
| ---------- | ---------------- |
| Bom        | 6                |
| Maarschalk | 1                |
| Generaal   | 1                |
| Kolonel    | 2                |
| Majoor     | 3                |
| Kapitein   | 4                |
| Luitenant  | 4                |
| Sergeant   | 4                |
| Mineur     | 5                |
| Verkenner  | 8                |
| Spion      | 1                |
| Vlag       | 1                |

Op het speelbord worden stukken naar eigen keuze opgesteld met de volgende aantallen en rangen, van sterk (hoog) naar zwak (laag):
Om te voorkomen dat de spelers elkaars stukken kunnen zien, wordt tijdens het opstellen van de stukken een scherm in het midden van het bord geplaatst. Hiervoor wordt met het spel een speciaal scherm meegeleverd. Als alternatief kan hiervoor ook de doos van het spel worden gebruikt die dan verticaal in het midden van het bord wordt geplaatst.

### Rangverdeling
De vier in rang hoogste stukken zijn – in aflopende volgorde – de maarschalk, generaal, kolonel en majoor. Deze stukken vormen de ruggengraat van de strijdmacht. Daar de meeste andere stukken door hen geslagen kunnen worden, lenen deze vier hoogste rangen zich tijdens het spel het best voor zowel aanval als verdediging. Ze zijn echter met weinig en wie ze kwijt is, is sterk verzwakt. Het wordt daarom aangeraden om niet te veel hoogste stukken op de eerste rij op te stellen, zodat ze niet al vroeg in het spel worden onthuld. 
De wat lagere stukken zijn de kapitein, luitenant en sergeant, deze vormen de middelste rangen. Ze zijn vooral handig om de nog lagere stukken van de tegenstander op te ruimen zonder de hogere stukken te onthullen aan de vijand.
De drie laagste rangen zijn de mineur, verkenner en ten slotte de spion. 
De mineurs zijn de enige stukken die de bommen van de tegenstander kunnen opruimen, maar zijn zelf een van de laagste rangen en daardoor kwetsbaar. Ze staan daarom dikwijls achteraan, zodat ze achter de hand kunnen worden gehouden voor het eindspel. 
Verkenners zijn bijna de laagste in rang, maar kunnen wel als enige meer dan één veld tegelijk lopen. Ze dienen vooral om de rang van vijandelijke stukken te onthullen en staan daarom bij voorkeur in de voorste rijen.
De spion is de allerlaagste in rang, maar kan tegelijk als enige stuk de maarschalk van de tegenstander uitschakelen. Een veelgebruikte tactiek is om dit stuk meteen achter de eigen generaal te plaatsen.

### Veelgebruikte strategieën
De vlag staat meestal op de onderste rij. Een veelgebruikte techniek is het omringen van de vlag met enkele bommen, met als gevolg dat een tegenstander die al zijn mineurs kwijt is, de vlag niet meer kan veroveren. Een nadeel hiervan is wel dat de tegenstander zodoende een zeer herkenbaar groepje van drie of vier tijdens het hele spel stilstaande stukken ziet, zodat hij vooral in het eindspel makkelijk kan raden waar de vijandelijke vlag staat. Een aanvullende tactiek is dan ook om een deel van de bommen juist een eind uit de buurt van de eigen vlag te plaatsen, en zo de tegenstander te misleiden.
Behalve een doordachte beginopstelling is het van belang om de rangen van de vijandelijke stukken te onthouden en af en toe te bluffen.

## Geschiedenis
Voordat het spel in zijn huidige vorm bestond waren er al allerlei voorgangers, zoals het Chinese bordspel Jungle, dat in plaats van militaire rangen dieren kent. De rechtstreekse voorganger van het moderne Stratego was een in 1908 bedacht bordspel genaamd L'Attaque.
De Nederlandse versie van het spel werd in 1942, tijdens de Tweede Wereldoorlog, bedacht door de Joodse onderduiker Jacques Johan Mogendorff. Hij gaf het spel eind 1945 in licentie aan de firma Smeets en Schippers.
De figuren waren van karton, wat als nadeel had dat ze snel beschadigd en beduimeld raakten. Hierdoor waren de stukken gemakkelijker te herkennen aan de normaal "anonieme" achterkant. Dit was een belangrijke reden dat het spel aanvankelijk geen groot succes kende, net als het feit dat veel Nederlanders na vijf jaar bezetting genoeg hadden van oorlog en daarmee van oorlogsspelen. Desalniettemin maakte het spel deel uit van de inhoud van de rimboekisten, die in 1949 naar Nederlandse militairen op Indonesische buitenposten werden gestuurd.
Mogendorff verkocht het spel in 1958 aan Hausemann & Hötte (de voorloper van Jumbo), en in 1961 kwam het spel via MB op de Amerikaanse markt. De stukken werden aanvankelijk als donkerrood en donkerblauw gelakte houten blokjes gemaakt, later werden ze als plastic modellen vervaardigd.
In 1986 werd een computerversie van Stratego ontwikkeld: Remco Boekhout won daarmee bij de Nederlandse programmeerwedstrijd "Micro Masters Holland" de hoofdprijs. Het spel was ontwikkeld voor een Atari 600XL met 16kB intern geheugen.
In 1992 werd Stratego Barrage, een snelle variant van het klassieke spel, ontwikkeld door de Nijmeegse studenten Marc Perriens en Roel Eefting.
Ter ere van de 200ste verjaardag van de slag bij Waterloo in 2015 heeft Jumbo 'Stratego Waterloo' uitgebracht.

### Verkoopcijfers
Het spel kostte in 1958 fl. 9,50. In het eerste jaar werden 15.000 exemplaren verkocht. In 1980 waren dit er meer dan 700.000. In de periode van 1958 en 2019 is het spel in meer dan 50 landen verkocht.

## Varianten
Stratego komt in veel varianten, waaronder een spel voor vier spelers.

### Levend stratego
Een bekende afgeleide van Stratego is het bosspel Levend stratego.

### Stratego Waterloo
Stratego Waterloo heeft 105 stukken in 3 kleuren (Fransen, Engelsen/Nederlanden en Pruisen) die lichte infanterie, infanterie, lichte cavalerie, zware cavalerie, artillerie en de bevelhebbers voorstellen. Bovendien zijn er terreintegels, speelkaarten, een dobbelsteen en een groter speelveld dan de originele versie. Om Stratego Waterloo te winnen moet de speler er als eerste in slagen om de vluchtroute van de tegenstander te bezetten. Een andere manier om te winnen is door de opperbevelhebber (Wellington of Napoleon) én de bevelhebber (Lord Uxbridge of Maarschalk Ney) van de tegenstander te verslaan.

### Stratego Barrage
Stratego Barrage is een snelle Stratego-vorm, dat de beste manier zou zijn om Stratego goed te leren spelen. Het spel kent dezelfde regels als het klassieke Stratego, maar er worden per speler slechts acht stukken gebruikt: 1 bom, spion, 2 verkenners, 1 mineur, generaal, maarschalk en het vaandel.

### Computervariant
De in 1986 ontwikkelde computerversie van Stratego was te spelen op een Atari 600XL met 16kB intern geheugen. Het programma was een van de eerste implementaties waarbij Stratego grafisch op de computer was gerealiseerd. De computer kon ook goede tegenstand bieden aan een speler.

## Toernooien
Toernooien van het populaire spel worden gespeeld onder de StrategoBond Nederland. Het eerste toernooi, georganiseerd door Roel Eefting, werd meteen ook het Nederlands Kampioenschap en werd in 1991 in het Belvoir Hotel in Nijmegen gehouden. Er deden voor die eerste editie 108 deelnemers mee en Wim Snelleman uit Rotterdam werd Nederlands kampioen.
In 1992 werd door Eefting ook het Duitse Kampioenschap op de Spielmesse in Essen georganiseerd. Weer een jaar later, in 1993, kwam Eeftings hand het eerste Belgische Kampioenschap in Hasselt.
In 1997 kwam op de MindSports Olympiade in Londen het eerste wereldkampioenschap Stratego, wederom georganiseerd door Eefting. De Nederlanders Peter van Bodegom (1997), Luc Adriaansen (1998) en Johnny van Geffen (1999) waren de eerste drie wereldkampioenen.
Sinds 1995 organiseert de International Stratego Federation jaarlijks het wereldkampioenschap in Stratego Classic. Tevens wordt door de ISF jaarlijks het WK Stratego Barrage georganiseerd, een snelle variant van Stratego.